# Дегтярёв, Дмитрий Сергеевич
Дмитрий Сергеевич Дегтярёв (31 января 1989, Оренбург — 3 августа 2023) — российский офицер Воздушно-десантных войск Российской Федерации, гвардии майор, заместитель командира парашютно-десантного батальона 56-го гвардейского десантно-штурмового полка 7-й гвардейской десантно-штурмовой дивизии (горной) Воздушно-десантных войск. Герой Российской Федерации (2023).

## Биография
Родился 31 января 1989 года в городе Оренбурге. Завершил обучение в городской школе № 60, в старших классах поступил в Оренбургскую кадетскую школу-интернат имени И. И. Неплюева, которую окончил в 2008 году.
С 2008 года проходил службу в различных подразделениях Вооружённых силах Российской Федерации. Поступил и окончил в 2013 году Рязанское высшее воздушно-десантное училище имени генерала армии В. Ф. Маргелова. Был направлен служить в 56-ю отдельную гвардейскую десантно-штурмовую бригаду (пункт дислокации — город Камышин, Волгоградская область). Прошёл путь от командира парашютно-десантного взвода до начальника штаба — заместителя командира парашютно-десантного батальона. В декабре 2021 года подразделение было переформировано в 56-й гвардейский десантно-штурмовой ордена Отечественной войны Донской казачий полк в составе 7-й гвардейской десантно-штурмовой Краснознамённой орденов Суворова и Кутузова дивизии (горной), пунктом дислокации стал город Феодосия.
С февраля 2022 года принимал участие в российском вторжении на Украину. Погиб, по данным российских СМИ, от атаки FPV-дрона.
Похоронен 12 августа 2023 года в Оренбурге.
Указом Президента Российской Федерации (закрытым) от 25 декабря 2023 года «за мужество и героизм, проявленные при исполнении воинского долга», гвардии майору Дегтярёву Дмитрию Сергеевичу было присвоено звание «Герой Российской Федерации» (посмертно). 11 марта 2024 года в городе Симферополе награда была передана семье военнослужащего.
В 2014 году Дмитрий женился, в семье воспитывалось двое сыновей.